# Carrascal del Obispo
Carrascal del Obispo település Spanyolországban, Salamanca tartományban. Carrascal del Obispo Villalba de los Llanos, Vecinos, Narros de Matalayegua, Berrocal de Huebra, Sanchón de la Sagrada, La Sagrada, San Muñoz és Aldehuela de la Bóveda községekkel határos. Lakosainak száma 187 fő (2024).

## Népesség
A település népessége az elmúlt években az alábbi módon változott:
| Lakosok száma | 252  | 236  | 228  | 240  | 241  | 229  | 223  | 209  | 193  | 187  |
|               | 2001 | 2004 | 2007 | 2009 | 2012 | 2014 | 2017 | 2019 | 2022 | 2024 |